# Amt Hohenwestedt-Land

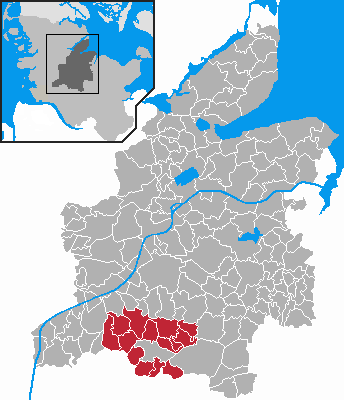
Lage des ehem. Amtes Hohenwestedt-Land im Kreis Rendsburg-Eckernförde

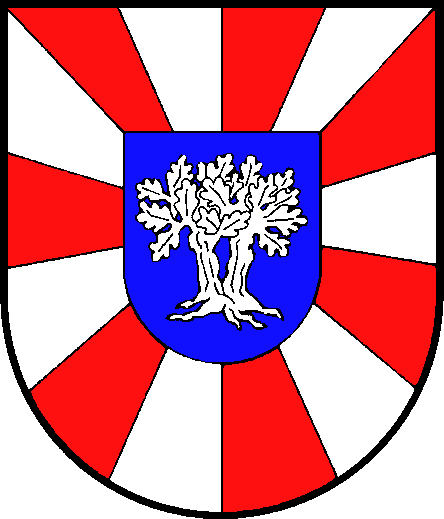
Wappen des ehem. Amtes Hohenwestedt-Land

Das Amt Hohenwestedt-Land war ein Amt im Kreis Rendsburg-Eckernförde in Schleswig-Holstein. 
Am 1. Januar 2012 schloss es sich mit den Ämtern Hanerau-Hademarschen und Aukrug und der Gemeinde Hohenwestedt zum Amt Mittelholstein zusammen. Auf einer Fläche von 136 km² lebten zuletzt etwa 6200 Einwohner in den Gemeinden:
- Beringstedt
- Grauel
- Heinkenborstel
- Jahrsdorf
- Meezen
- Mörel
- Nienborstel
- Nindorf
- Osterstedt
- Rade b. Hohenwestedt
- Remmels
- Tappendorf
- Todenbüttel
- Wapelfeld

## Geschichte
Das Amt Hohenwestedt-Land wurde 1948 zunächst aus elf Gemeinden mit etwa 3200 Einwohnern gebildet. Der Zusammenschluss der Ämter Beringstedt und Hohenwestedt-Land erfolgte im Jahr 1970.
Ab dem 1. Januar 2007 wurden die Verwaltungsgeschäfte des Amts im Rahmen einer Verwaltungsgemeinschaft von der Gemeinde Hohenwestedt geführt.

## Wappen
Blasonierung: „Von Rot und Silber vierzehnmal zur Schildmitte geständert, überdeckt mit einem blauen Schild, darin eine bewurzelte silberne Doppeleiche.“